# جشنواره سیر گیلروی
جشنواره سیر گیلروی
یک جشنواره غذا در ایالات متحده است که هر سال در آخرین هفته ماه ژوئیه در کریسمس هیل پارک در گیلروی، کالیفرنیا برگزار می‌شود. آخرین بار در تاریخ ۲۶ تا ۲۸ ژوئیه ۲۰۱۹ برگزار شد. جشنواره سیر گیلروی سه روز در سال دایر می‌باشد که یکی از فستیوال‌های معروف مواد غذایی کشور است. این جشن بازدید کننده‌های زیادی از سراسر کشور را به خود جذب می‌کند. شهر گیلروی در حدود ۳۰ مایل (۴۸ کیلومتر) جنوب شرقی سان خوزه می‌باشد، در گیلروی حدود ۶۰٬۰۰۰ نفر زندگی می‌کنند، این شهر تولیدکننده عمده سیر است. این جشنواره بزرگترین کمک کننده مالی گیلروی است که در آن به‌صورت داوطلبانه برای گروه‌های غیرانتفاعی مثل باشگاه‌ها و مدارس کمک‌های نقدی جمع‌آوری می‌شود

## تاریخچه
جشنواره سیر از سال ۱۹۷۹ هر سال برگزار می‌شود. رودولف جی مالون، مدیر کالج گاویلان در گیلروی، با الهام از یک شهر کوچک در فرانسه که میزبان یک جشنواره سالانه سیر بود و ادعا می‌کرد که "پایتخت سیر جهان است. " این جشنواره را آغاز کرد؛ که در حال حاضر بیش از صدها هزار بازدید کننده در سال دارد

### تیراندازی سال ۲۰۱۹
در تاریخ ۲۸ ژوئیه ۲۰۱۹، در چهل و یکمین سال برگزاری جشنواره تیراندازی اتفاق افتاد. فرد مسلح با اسلحه نیمه اتوماتیک در آن روز حداقل سه نفر را کشت و ۱۲ نفر دیگر را زخمی کرد.